# Romagnat
Romagnat é uma comuna francesa na região administrativa de Auvérnia-Ródano-Alpes, no departamento Puy-de-Dôme. Estende-se por uma área de 16,84 km². Em 2010 a comuna tinha 7 971 habitantes (densidade: 473,3 hab./km²).